# Michael Attenborough
Michael John Attenborough, CBE (* 13. Februar 1950 in London) ist ein britischer Theaterleiter.

## Karriere
Er ist der einzige Sohn des Schauspielers und Regisseurs Richard Attenborough (1923–2014) und der Schauspielerin Sheila Attenborough (1922–2016). Außerdem der Neffe von David Attenborough und John Attenborough sowie der Bruder von Charlotte Attenborough. Attenborough wurde an der Westminster School und an der University of Sussex ausgebildet. Er erhielt zwei Ehrendoktortitel, einen an der University of Sussex, den anderen der University of Leicester. An ersterer ist der Brite Ehrenprofessor für Anglistik und Drama. Von 2002 bis 2013 war er künstlerischer Leiter des Almeida Theatre in London. Zuvor ging er zwischen 1990 und 2002 der Tätigkeit des Principal Associate Directors und Executive Producers nach. Im Jahr 2012 wurde Attenborough mit dem Award for Excellence in International Theatre ausgezeichnet. Im Oktober 2012 kündigte er an, dass er nach 12 Jahren als künstlerischer Leiter im April 2013 vom Almeida zurücktreten würde, um sich auf seine Regiekarriere zu konzentrieren. In jüngster Zeit inszenierte er Macbeth für die Queensland Theatre Company, Brisbane, Australien (März–April 2014), Wie es euch gefällt für die Shakespeare Theatre Company in Washington, D.C. (2014), eine britische Nationaltournee von J.B. Priestleys Dangerous Corner im Jahr 2014 und ein neues Stück von Deborah Bruce namens Godchild am Hampstead Theatre.

## Privat
Attenborough heiratete 1971 die Schauspielerin Jane Seymour; die Ehe wurde 1973 aufgelöst. Im Jahr 1984 heiratete er die Schauspielerin Karen Lewis. Das Paar bekam zwei Söhne: Theaterleiter Tom Attenborough (geboren am 13. Oktober 1986) und Schauspieler Will Attenborough (geboren am 26. Juni 1991). Eine seiner beiden jüngeren Schwestern, Jane Attenborough, kam am 26. Dezember 2004 beim Erdbeben im Indischen Ozean ums Leben.